# Friedrich Capelari
Friedrich Capelari (* 12. April 1884 in Bleiburg, Österreich-Ungarn; † 23. Juni 1950 ebenda), auch bekannt als Fritz Capelari, war ein österreichischer Maler und Xylograph.

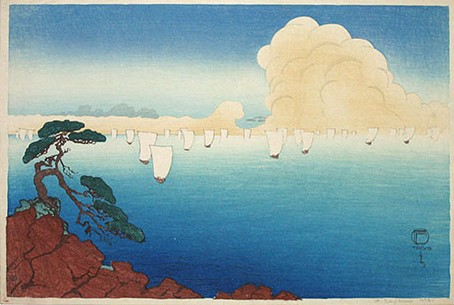
Segelboote (1915)

## Biografie
Sein Vater war ein dekorativer Holzschnitzer. Schon früh interessierte sich Friedrich Capelari für die Kunst des Holzschnittes.
Er hielt sich jahrelang in Japan, China, Java und anderen Orten auf und unternahm zahlreiche Reisen in West- und Südeuropa. Seine Werke waren zum Teil von ostasiatischen Meistern beeinflusst.
Capelari befand sich bei Ausbruch des Ersten Weltkrieges in Japan und war deshalb nicht in der Lage, heimzukehren. Im Frühling 1915 sah der Verleger Watanabe Shōzaburō eine Ausstellung von Capelaris Aquarellen in einem Warenhaus. Watanabe fand den Stil von Capelari passend für die von ihm verlegten Holzstiche im Shin-hanga Stil und bat ihn, einen Entwurf für einen Druck herzustellen. Beide waren mit der Zusammenarbeit zufrieden und arbeiteten an 12 Drucken. Kiefern am Wassergraben zeigten eine traditionelle Ukiyo-e-Thematik, die aber deutlich in einer modernen Art und Weise stilisiert wurde, ein wichtiger Schritt, um Shin-hanga als neue Holzdruckform klarer herauszustellen.
Watanabe gab einen weiteren Druck von Capelari im Jahre 1918 und 1920 heraus. Das Thema des ersten Druckes waren Schulkinder im Regen. Andere Bereiche handelten von Frauen und Kindern, der Sittenmalerei und Landschaften.